# 稲葉カヨ
稲葉 カヨ（いなば カヨ、1950年8月10日 - ）は日本の免疫学者。京都大学名誉教授。稲葉が免疫学の分野で特に知られているのは、米国の故ラルフ・スタインマン博士（樹状細胞の発見・研究）の指導を継続的に受けて業績を上げたことであった。
京都大学名誉教授。同大学在職中は男女共同参画担当理事・副学長、男女共同参画推進センター長など務めた。2024年10月時点で、国立研究開発法人日本医療研究開発機構(AMED)監事（非常勤）を務めている。

## 経歴
岐阜県養老郡養老町出身。岐阜県立大垣北高等学校を経て、1973年に奈良女子大学理学部生物学科植物学専攻を卒業。1978年に京都大学大学院理学研究科生物学系動物学専攻博士課程を修了し理学博士の学位を取得。1978年に京都大学理学部助手、1992年に理学部助教授、1995年に大学院理学研究科助教授、1999年に大学院生命科学研究科教授に就任した。稲葉は京都大学理学部初の女性助教授（准教授）だった。1982年から2011年まで、ラルフ・スタインマン研究室の招聘教員だった。彼女は京都大学の男女共同参画・国際・広報担当理事・副学長、および国際戦略室長を務めていたことがある。日本免疫学会の理事を2009年から2010年まで務めた。

## 受賞歴
- 2014年 - ロレアル-ユネスコ女性科学賞
- 2015年 - 武田医学賞
- 2016年 - 紫綬褒章[8]
- 2023年 - 瑞宝中綬章[9][10]
- 2024年 - 文化功労者[11]

## 研究活動・業績
稲葉カヨは京都大学で村松繁博士の指導のもと免疫学の研究をはじめた。その後ラルフ・スタインマンの研究室に留学した。稲葉カヨの主な業績は、ラルフ・スタインマン博士の指導のもとで行われた樹状細胞に関する研究である。
- Ralph Steinman; Maggie Pack; Kayo Inaba (2013-11-11). “Dendritic Cell Development and Maturation”. In Paola Ricciardi-Castagnoli. Dendritic Cells in Fundamental and Clinical Immunology. Springer Science & Business Media. pp. 1-. ISBN 978-1-4757-9966-8
- Kayo Inaba; Muneo Inaba; Margit Witmer-Pack; Karen Hathcock; Richard Hodes; Ralph Steinman (6 December 2012). “Expression of B7 Costimulator Molecules on Mouse Dendritic Cells”. In Jacques Banchereau; Daniel Schmitt. Dendritic Cells in Fundamental and Clinical Immunology. Springer Science & Business Media. pp. 65-. ISBN 978-1-4615-1971-3
- Ralph M. Steinman; Kayo Inaba; Gerold Schuler; MArgit Witmer (1986-01-01). “Stimulation of the Immune Response: Contributions of Dendritic Cells”. In Ralph M. Steinman; Robert John North. Mechanisms of Host Resistance to Infectious Agents, Tumors, and Allografts: A Conference in Recognition of the Trudeau Institute Centennial. Rockefeller Univ. Press. pp. 71-. UCAL:B4499585